# Amonianusz
Amonianusz (gr. Ammonianos, łac. Ammonianus) – imię męskie pochodzenia greckiego. Oznacza: „pochodzący, należący do Amonii”. Amonia to jeden z przydomków Hery – Hera Ammonia.
- grecki gramatyk Amonianusz żyjący w VI w., podobno jego osioł tak lubił słuchać jego deklamację, że zapominał o jedzeniu.